# Ritmista

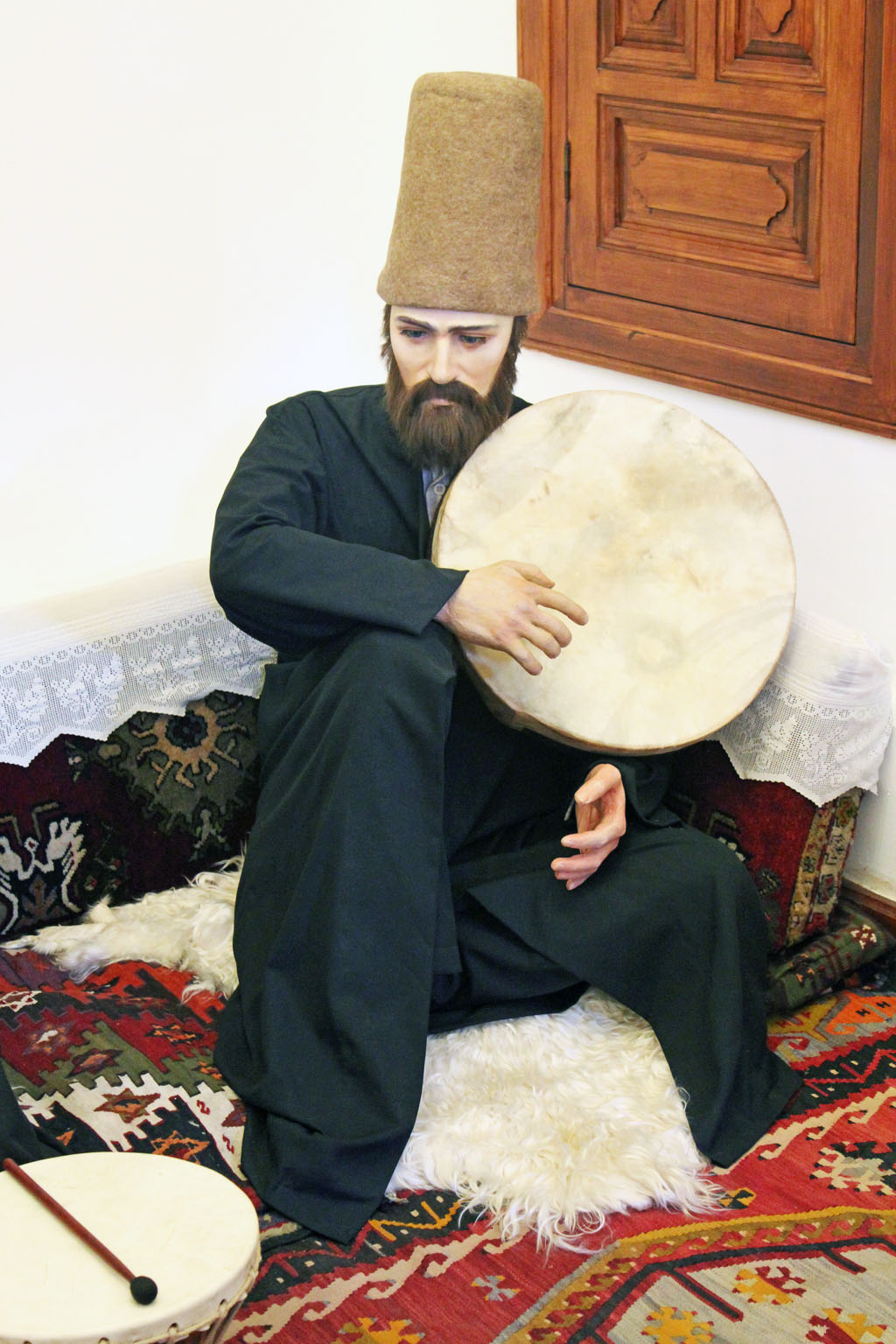
Tocador de bendir

Un ritmista es una persona que produce un patrón rítmico por medio de algún instrumento de percusión idiófono o membranófono, sea en un grupo musical, en un grupo percusivo o individual. 
El ritmista puede realizar patrones rítmicos simples o desarrollados, monorítmicos, birrítmicos o polirrítmicos, que se usan para marcar los tiempos deseados en una pieza musical, el estilo de ritmo, los cambios de sección y los adornos. El ritmista también puede hacer solos con su instrumento, realizando un juego percusivo. Existen ritmistas que además saben tocar algún instrumento melódico, como puede ser una marimba, (percusionistas melódicos), mientras otros ritmistas únicamente saben tocar instrumentos rítmicos. Uno de los ejemplos más conocidos de ritmista es el ejecutante de batería.
Los ritmistas de la música clásica de India se especializan en los siguientes instrumentos rítmicos: tabla, pakhawaj, mridanga, ghatam, kanjira, thavil. 
Los ritmistas de las escuelas de samba tocan: pandeiro, tamborim, repinique, caixa, agogo. 
Los rimistas de música cubana y tropical ejecutan: congas, timbales, güiro, maracas, bongó, claves, campana.